# Острівцева кора
Острівцева частка (лат. cortex insularis), або острівець (лат. insula — острівець) — частина  кори головного мозку, яка знаходиться в глибині латеральної борозни (щілини, що відділяє скроневу частку від тім'яної і лобової частки, лат. sulcus lateralis).

## Анатомія
Острівцева частка центральною інсулярною борозною (лат. sulcus centralis insulae) ділиться на дві частини: велику передню і меншу задню (в якій виявлено більше десятка окремих зон). Ділянка великої кори, яка покриває інсулу латеральніше утворює кришечку (лат. operculum або Pars opercularis) і формуються з частини прилеглих лобової, скроневої та тім'яної часток. 
Передня частина острівцевої частки розділена неглибокими борознами на три або чотири коротких звивини (лат. gyri brevi insulae).
Задня частина острівцевої частки' сформована довгими звивинами (лат. gyri longi insulae).

### З'єднання
Передні відділи острівцевої частки отримують прямі проєкційні волокна з базальної частини вентральних медіальних ядер таламуса і особливо значну кількість волокон центрального ядра мигдалеподібного тіла. Крім того, передні відділи острівцевої частки самі шлють проєкційні волокна до мигдалеподібного тіла.
В одному з досліджень на макаках резус виявлено взаємні (реципрокні) зв'язки між острівцевою часткою й майже всіма дрібними ядрами в мигдалеподібному комплексі. Задні відділи острівцевої частки шлють проєкційні волокна переважно до центральної й до дорсально-латеральної частини мигдалеподібного ядра. Тоді як передні відділи острівцевої частки шлють проєкційні волокна до передньої ділянки мигдалеподібного тіла, а також медіального, кортикального, додаткового базального магноцеллюлярного, медіального базального, та латерального мигдалеподібного ядер.
Задня острівцева частка взаємопоєднана з вторинною соматосенсорною корою й отримує вхідні сигнали від вентральних задньо-нижніх ядер таламуса, які в свою чергу, одержують вхідну інформацію від спіноталамічного шляху. Крім того, було виявлено, що цей регіон отримує вхідні імпульси від вентромедіального ядра (задня частина таламуса), вузькоспеціалізованого на передачі гомеостатичної інформації, — больової, тактильної температурної чутливості, локального кисневого статусу, свербіжу тощо.
Нейровізуалиізаційні дослідження з використанням т. зв. дифузійної МРТ показали, що в передня інсула взаємопов'язана з зонами в скроневій і потиличній частках, оперкулярною й фронтоорбітальною корою, трикутною й оперкулярною частинами лобової частки. Те саме дослідження виявило відмінності в анатомічних моделях з'єднань між лівою й правою півкулею.
«Циркулярна острівцева борозна» — це напівкругла борозна, яка відокремлює острівець від сусідніх звивин кришечки (лат. operculum) спереду, згори і ззаду.

### Цитоархитектоніка
В острівцевій частці виявлені ділянки з різною клітинною структурою чи цитоархиітектонікою, зокрема, гранулярноклітинні в задній частині й агранулярноклітинні в передній.  Джон Оллман і його колеги показали, що передня острівцева частка містить популяцію т. зв. веретеноподібних нейронів. Вони також називаються нейронами фон Економо.

### Поля Бродмана
Відповідно до класифікації цитоархітектонічних полів кори Бродмана, острівцева ділянка кори головного мозку містить Поле Бродмана 13, Поле Бродмана 14, Поле Бродмана 16, а також поле 44.

## Розвиток
Деякі дослідники вважають, що острівцева кора розвивається з окремої частки кінцевого мозку (лат. telencephalon). Інші джерела вважають її похідною зі скроневої частки. В більшості досліджень острівцева кора вважається відносно старою структурою.

## Функції

### Обробка мультимодальної сенсорної інформації
Функціональні візуалізаційні дослідження показують активацію острівцевої кори впродовж виконання інтеграційних аудіо-візуальних завдань

### Інтероцептивне самоусвідомлення (усвідомлення тілесних відчуттів)
Є свідчення, що на додаток до своєї базової функції, острівець може грати роль в здійсненні деяких «вищих» функцій, які працюють тільки у людей і приматів. Веретеноподібні нейрони знайдені в більш високій щільності в лобовій корі і передній поясній корі правої півкулі (ще одному регіоні, який досяг високого рівня спеціалізації у людиноподібних мавп). Було припущення, що ці нейрони беруть участь у когнітивно-емоційних процесах, характерних для приматів, включаючи людиноподібних мавп, таких як співпереживання і метакогнітивні, емоційні переживання. Це підтверджується результатами функціональної візуалізації й показує, що структура і функція правої передньої острівцевої кори корелюється з умінням відчувати своє серцебиття, або співчувати чужому болю. Вважається, що ці функції не відрізняються від «нижчих» острівцевих функцій, а швидше виникають як наслідок ролі острівцевої кори в усвідомленні гомеостатичної інформації. Права передня інсула допомагає інтероцептивному усвідомленню тілесних відчуттів, таких, як уміння оцінити власне серцебиття. Крім того, обсяг сірої речовини в правій передній інсулі корелює, з підвищеною точністю, як із подібними суб'єктивними внутрішніми тілесними відчуттями, так і з негативними емоційними переживаннями. Острівцева кора також бере участь у контролі артеріального тиску, зокрема, впродовж і після тренування, окрім того його активність залежить від величини усвідомлених докладених зусиль.
Визначено, що острівцева кора грає роль в досвіді тілесної самосвідомості, відчуття приналежності всього тіла та його окремих частин.
Інші види інтероцептивного сприйняття, за які відповідальна острівцева кора — пасивне прослуховування музики, сміх і плач, співчуття і емпатія, і мови.
Острівцева кора також є місцем, в якому оцінюється відчуття. і яке реагує, коли людина відчуває біль при погляді на зображення болючих подій, як ніби це відбувається з її власним тілом
Права передня інсула бере участь у сприйнятті ступеню тепла й холоду (без больових відчуттів) на шкірі. Інші внутрішні відчуття, що обробляються в інсулі — відчуття повноти шлунка й здуття живота. Повний сечовий міхур також активує острівцеву кору.
Одне з томографічних досліджень показало, що неприємне відчуття задишки проходить обробку в острівцевій корі й мигдалеподібному тілі
Кіркова обробка вестибулярного відчуття (рівноваги) проходить також в острівцевій корі, тому при невеликих пошкодженнях передньої інсули у пацієнта може виникнути запаморочення.
Інші інтероцептивні сприйняття, які проходять обробку в інсулярній корі — пасивне прослуховування музики, сміх і плач, співчуття і емпатія, мова

### Контроль моторики
Острівцева кора сприяє рухам рук і очей, ковтанню, моториці шлунку, і мовній артикуляції. Дослідження інсули показали, що вона — «Центральний командний центр», який перевіряє, чи серцевий ритм і кров'яний тиск збільшилися на початку вправи. Дослідження інсулярної кори впродовж розмови показало її пов'язаність зі здібностями до тривалого мовлення й складних фраз. Острівцева кора також задіяна в процесі навчання рухам і була визначена як така, що відіграє помітну роль в одужанні й відновленні рухових функцій після інсульту.

### Гомеостаз
Важливу роль відіграє острівцева кора у виконанні різних гомеостатичних функцій, пов'язаних зі здійсненням основних життєвих потреб, таких як смакові, вісцеральні відчуття. Контроль вегетативних функцій здійснюється шляхом регуляції симпатичної і парасимпатичної систем. Відзначена також і її роль у регуляції імунної системи.

### Емоції
Острівцева кора, зокрема її передня частина, вважається пов'язаною з лімбічною системою. Інсула все частіше стає об'єктом уваги через її роль у тілесному самоусівдомленні й емоційній сфері. Зокрема, Антоніо Дамасіо (Antonio Damasio) запропонував тезу про те, що цей регіон мозку відіграє важливу роль у визначенні вісцеральних станів, пов'язаних із емоційними переживаннями. Це, по суті, нейробіологічна розробка ідей Вільяма Джеймса, який першим припустив, що суб'єктивний емоційний досвід (тобто почуття) виникають від інтерпретації нашим мозком тілесних станів, які викликали емоційні події. Це приклад втіленого пізнання.
З точки зору функції, вважається, що інсула виробляє емоційно-релевантний контекст для чуттєвого досвіду. Щоб бути точним, передня інсула більшою мірою пов'язана з нюховими, смаковими, вегетативними й лімбічними функціями, в той час як задня острівцева кора має відношення скоріше до слухових, соматосенсорних і скелетомоторних функцій. Експерименти з залученням функціонально-візуалізаційних методів показали, що інсула відіграє важливу роль в досвіді болю й досвід ряду базових емоцій, включаючи гнів, страх, відразу, щастя й печаль.
Вважається, що передня острівцева кора відповідає за емоційні переживання, в тому числі материнської і романтичної любові, гніву, страху, печалі, щастя, сексуального збудження, відрази, ворожості, несправедливості, обурення, невпевненості,, зневіри, соціальної ізоляції, довіри, співпереживання, скульптурної краси, стану єднання з Богом, і стану галюцинації.

### Соціальні емоції
В острівцевій корі проходять процеси обробки відчуття відрази як до запахів так і до вигляду бруду й каліцтва — навіть уявних.
В аспекті соціального досвіду острівцева кора бере участь в обробці інформації щодо порушення загальноприйнятих норм поведінки, емоційних процесів, емпатії й оргазму.
Виявлена активність інсули при прийнятті соціальних рішень. Tizianna Quarto і співавт. виміряли емоційний інтелект (ЕІ) (здатність виявляти, регулювати і обробляти емоції). Було обстежено шістдесят три здорових піддослідних. Емоційний інтелект (ЕІ) був виміряний у кореляції з лівою інсулярною активністю з використанням функціональної МРТ. Піддослідним показували різні фотографії людей з мімікою, що відповідає різним емоціям і доручено вирішувати: вибирати або ігнорувати людину на фотографії. Результати завдань з прийняття соціальних рішень показали активацію при цьому острівцевої кори.

## Клінічне значення
Вважається, що острівцева кора бере участь у функціонуванні свідомості і відіграє важливу роль у здійсненні різних функцій, як правило, пов'язаних з регуляцією гомеостазу та емоціями. Серед функцій острівцевої кори, зокрема: сприйняття, моторний контроль, самосвідомість, пізнання та міжособовий досвід. Звідси й її роль у відповідних психопатологічних процесах.

### Прогресуюча експресивна афазія
Вид семантичної афазії. При прогресуючій експресивній афазії відбувається погіршення нормальної мовної функції, яке призводить до втрати здатності до вільного спілкування при збереженій здатності розуміти окремі слова й інтактних нелінгвістичних когнітивних функціях. Зустрічається при різноманітних дегенеративних неврологічних захворюваннях, у тому числі хворобі Піка, хворобі моторного нейрона, кортікобазальній дегенерації, лобово-скроневій деменції, хворобі Альцгеймера. Це пов'язано з гіпометаболізмом і атрофією лівої передньої острівцевої кори.

### Залежність
- Див. Залежність

Ряд функціональних досліджень зображень мозку показали, що острівцева кора активується, коли особи, які зловживають наркотиками, піддаються впливу оточення й сигналів, які викликають потяг до вживання. Це було показано для різних наркотиків, включаючи кокаїн, алкоголь, опіати й нікотин. Незважаючи на ці висновки, острівцева кора була проігнорована в наркологічній літературі.
Дослідження, опубліковане в 2007 році показало, що сигаретні курці, які мають пошкодження острівцевої кори, від інсульту, наприклад, позбуваються своєї пристрасті до сигарет. Це було підтверджено й більш новими дослідженнями. Це робить острівцеву кору перспективною ділянкою для нових досліджень і мішенню для нових анти-наркотичних препаратів.

### Інші клінічні стани
Острівцева кора вважається такою, що відіграє роль у виникненні й перебігу таких хворобливих станів, як тривожних розладів, емоційних дисфункцій, анорексії.

## Історія
Острівцева кора була вперше описана Йоганом Крістіаном Райлем (нім. Johann Christian Reil) серед інших мозкових утворень. Генрі Грей у всесвітньо відомій «Анатомії Грея» назвав це утворення Островом Райля.

## Додаткові зображення

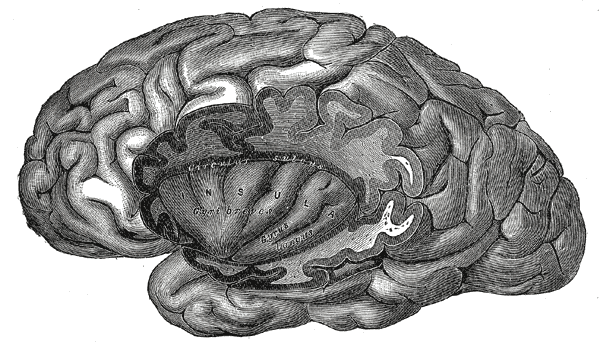
Інсула лівої півкулі
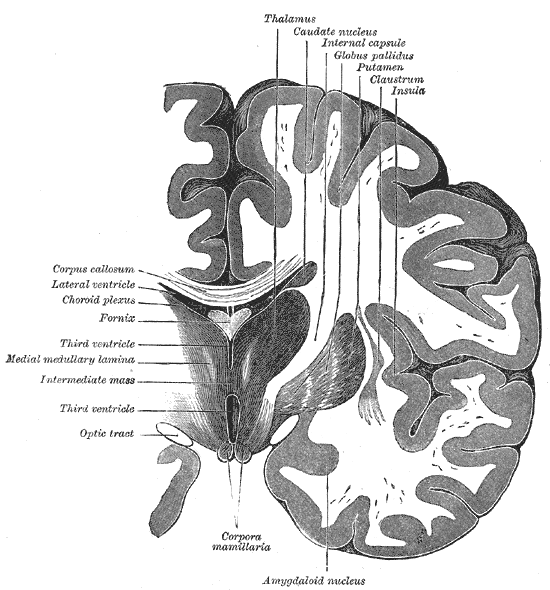
Вінцевий розтин мозку через третій шлуночок.
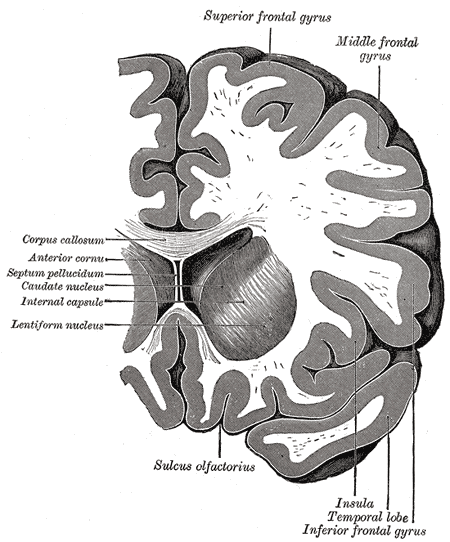
Вінцевий розтин через передній ріг бічних шлуночків.
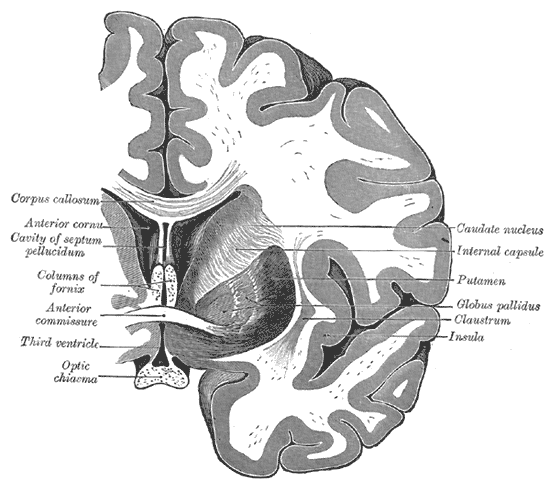
Вінцевий розтин мозку через передню спайку.
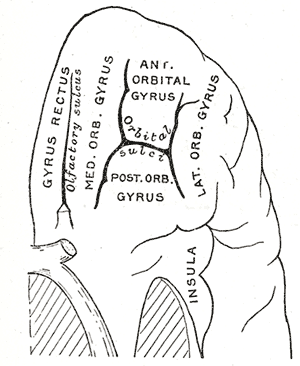
Орбітальна поверхня лівої лобової частки.
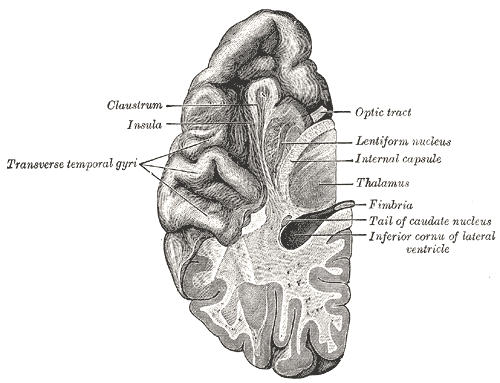
Ділянка мозку, що показує верхню поверхню скроневої частки.
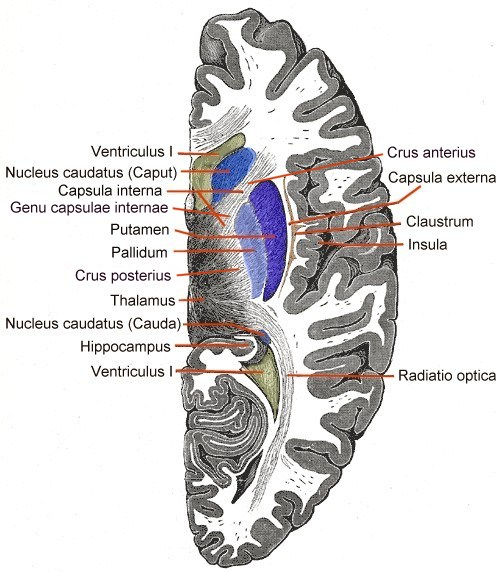
Горизонтальний розтин лівої півкулі головного мозку.
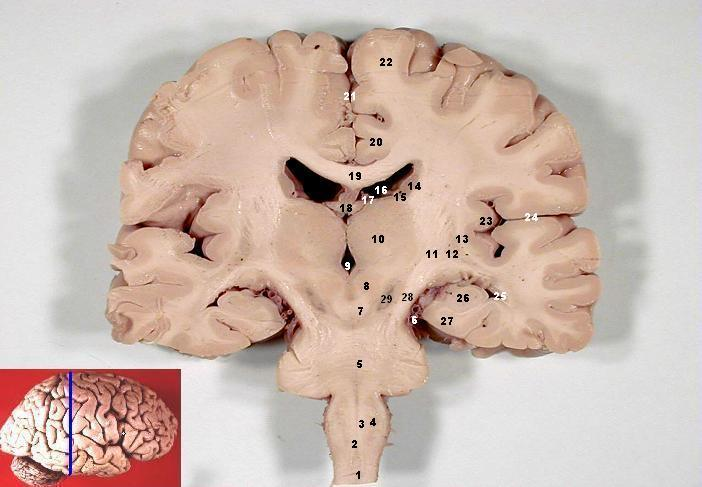
Фронтальний розтин людського мозку
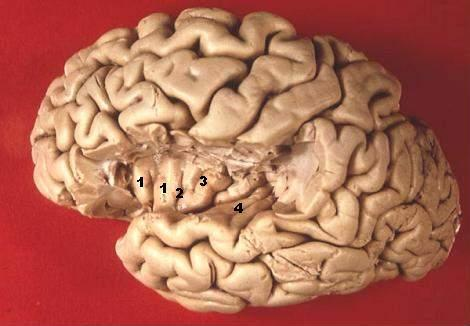
Поперечні скроневі й острівцеві звивини
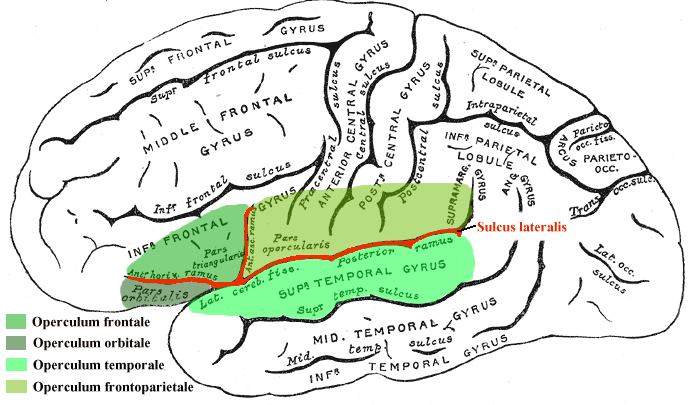
Кришечка лат. operculum